# Lingo (programma televisivo)
Lingo - Parole in gioco è stato un quiz televisivo italiano ispirato all'omonimo format statunitense. È andato in onda la prima volta con il titolo Lingo su Canale 5 dal 4 luglio 1992 al 20 marzo 1993, inizialmente nel preserale e poi nel pomeriggio del sabato, adattato da Fatma Ruffini, e condotto da Tiberio Timperi.
Nel 2021 è stato riproposto su Rai 2 da Giancarlo Magalli con il titolo Una parola di troppo.
Dal 12 settembre 2022 al 16 giugno 2023 è andato in onda su LA7 con il titolo Lingo - Parole in gioco con la conduzione di Caterina Balivo, successivamente replicato su LA7d.

## Edizioni
| Edizione | Titolo del programma    | Programmazione    | Programmazione    | Puntate   | Puntate  | Conduzione        | Regia              | Rete televisiva |
| Edizione | Titolo del programma    | Inizio            | Fine              | Ordinarie | Speciali | Conduzione        | Regia              | Rete televisiva |
| -------- | ----------------------- | ----------------- | ----------------- | --------- | -------- | ----------------- | ------------------ | --------------- |
| 1ª       | Lingo                   | 4 luglio 1992     | 26 settembre 1992 | 13        | –        | Tiberio Timperi   | Mario Bianchi      | Canale 5        |
| 2ª       | Lingo                   | 3 ottobre 1992    | 20 marzo 1993     | 25        | –        | Tiberio Timperi   | Roberta Bellini    | Canale 5        |
| 3ª       | Una parola di troppo    | 1º novembre 2021  | 24 dicembre 2021  | 30        | 2        | Giancarlo Magalli | Stefano Sartini    | Rai 2           |
| 4ª       | Lingo - Parole in gioco | 12 settembre 2022 | 26 gennaio 2023   | 100       | 11       | Caterina Balivo   | Cristian Di Mattia | LA7             |
| 5ª       | Lingo - Parole in gioco | 20 febbraio 2023  | 16 giugno 2023    | 77        | 12       | Caterina Balivo   | Cristian Di Mattia | LA7             |

## Canale 5 (1992-1993)
La trasmissione segnò anche l'esordio di Tiberio Timperi in una trasmissione di intrattenimento dopo diversi anni di attività giornalistica su Telemontecarlo e al TG4. Autore principale delle edizioni trasmesse nei primi anni novanta su Canale 5 era Tullio Ortolani, anche produttore esecutivo.
Nonostante sia andato in onda per meno di un anno, il programma ha cambiato più volte collocazione oraria.
Nella sua prima edizione, partita il 4 luglio 1992, è andata in onda ogni sabato alle ore 19:00 per la durata di un'ora; nelle giornate feriali, la medesima fascia oraria era occupata La ruota della fortuna di Mike Bongiorno. L'edizione estiva è terminata il successivo 26 settembre.
Il programma ha ottenuto la conferma nel palinsesto per la stagione 1992-1993, anticipando la trasmissione alla fascia del primo pomeriggio, alle ore 14:00, e con la durata ridotta a mezz'ora, tornando in onda già il 3 ottobre. Il 6 febbraio 1993, in occasione della diciannovesima puntata, la trasmissione è stata posticipata alle ore 15:30; l'ultima puntata, nonostante fosse prevista la realizzazione di un totale di 39 puntate, è stata trasmessa il 20 marzo successivo, dopo 25 appuntamenti della stagione invernale. Le puntate erano state registrate nel settembre 1992.

## Rai 2 (2021)

Screenshot della sigla

Dal 1º novembre al 24 dicembre 2021 il programma va in onda su Rai 2 con il titolo Una parola di troppo dal lunedì al giovedì dalle 17:15 alle 18:10 con la conduzione di Giancarlo Magalli.

## LA7 (2022-2023)
Dal 12 settembre 2022 il programma ritorna su LA7 nella fascia pre-serale dal lunedì al sabato con il titolo originale ("Lingo") sottotitolato Parole in gioco, con la conduzione di Caterina Balivo e la partecipazione di Simone Tempia il quale dirà nel corso del gioco delle curiosità sulle parole indovinate, prodotto da Stand by Me che dopo la parentesi Rai propose il quiz alla tv di Cairo.
Il programma non è andato in onda durante la giornata del 26 settembre 2022 per lasciare spazio alla Maratona Mentana, mentre poi è stato interrotto dal 12 al 26 ottobre 2022 per lasciare spazio a Diario Politico, uno speciale del TG LA7 dedicato alla nuova formazione del governo. Dal giorno dopo, il game show è tornato regolarmente in onda.
A partire dalla puntata di martedì 22 novembre 2022 il programma viene diviso in due parti: la prima viene denominata Lingo - La prima sfida e poi la parte centrale del programma prende il nome di Lingo - Parole in gioco. Questa edizione si conclude il 26 gennaio 2023, mentre dal giorno dopo vengono trasmesse le repliche.
In una storia su Instagram, il 13 febbraio 2023 la stessa conduttrice annuncia il ritorno del game show a partire dal 20 febbraio 2023 con puntate inedite. Durante la seconda edizione, il programma migliora gli ascolti raggiungendo spesso il 2% di share, segnando il record del 2,4% durante la puntata di lunedì 23 maggio 2023.  La seconda edizione si chiude con le puntate classiche venerdì 2 giugno 2023, mentre dal 3 giugno 2023 parte la nuova edizione de Il Torneo dei Campioni, dove il 12 giugno 2023 la trasmissione segna un nuovo record toccando il 2,9% con 369.000 spettatori.
Con la puntata del 16 giugno 2023, l'ultima della stagione, per cui i vincitori del torneo dei campioni sono Stefania e Davide, madre e figlio, da Teramo, il programma segna il traguardo delle 200 puntate.
L'11 luglio 2023, durante la presentazione dei palinsesti 2023-2024 di LA7, il direttore Andrea Salerno ipotizzò una messa in onda nel febbraio 2024 con una nuova conduzione (dato il passaggio della Balivo su Rai 1), che tuttavia non avvenne, continuando però a trasmettere le repliche a più riprese fino all'inizio di ottobre 2024 sul canale LA7d.

## Format
Si tratta di un gioco legato all'uso delle parole e della linguistica, nel quale si devono cimentare in ogni puntata tre coppie di concorrenti legati da vincoli di affinità. In sei manche differenti, i concorrenti devono infatti indovinare alcune parole presenti su un tabellone, nel quale è presente come indizio solo la lettera iniziale.

### Prove del gioco
Questo gioco dal 2022 si articola in sei round, più il gioco finale.

#### Lingo da 5
In questa prova, le tre coppie di concorrenti devono indovinare una parola di cinque lettere, di cui conoscono l'iniziale. La coppia che ha la mano di gioco ha cinque tentativi per indovinarla e 10 secondi per rispondere. Ad ogni risposta che si darà, si dovrà compitare la parola in maniera esatta, pena la perdita del turno di gioco. Ad ogni risposta data, si accenderanno sul monitor una luce gialla, se la lettera è presente nella parola ma posizionata in maniera errata, e una luce verde se quest'ultima è posizionata correttamente.
Se la parola è troppo lunga o corta, o non è presente nel dizionario della lingua italiana, o la coppia risponde fuori tempo, perde il turno. Non sono ammessi nomi propri di persona, luoghi, città, marchi e fiumi.
Ogni coppia deve risolvere in totale tre griglie (in precedenza due) e ad ogni parola indovinata guadagnano 500 € (precedentemente 200 €) che andranno ad aggiungersi al proprio montepremi.

#### Parole in circolo
In questa prova, chiamata come il titolo dell'omonimo brano di Marco Mengoni, le coppie devono cercare di comporre in dieci secondi una parola più lunga possibile con un minimo di quattro lettere, utilizzando una sequenza che va da dodici a quindici lettere presenti sulla schermata. Ogni coppia avrà cinque tentativi di composizione delle parole e ad ogni risposta esatta conquisterà tanti punti quante sono le lettere che compongono la parola. Al termine della prova, la coppia che ha conquistato più punti aggiungerà 500€ (300 € in precedenza) al proprio montepremi.

#### Lingo da 6
In questa prova, le tre coppie di concorrenti devono indovinare una parola di sei lettere, di cui conoscono l'iniziale. La coppia che ha la mano di gioco ha cinque tentativi per indovinarla e 10 secondi per rispondere. Ad ogni risposta che si darà, dovrà compitare la parola in maniera esatta, pena la perdita del turno di gioco. Ad ogni risposta data, si accenderanno sul monitor una luce gialla se la lettera è presente nella parola, ma posizionata in maniera errata, e una luce verde se quest'ultima è posizionata correttamente.
Se la parola è troppo lunga o corta, o non è presente nel dizionario della lingua italiana, o la coppia risponde fuori tempo, perde il turno. A differenza del Lingo da 5, in caso di errore una coppia avversaria può prenotarsi al pulsante e provare a dare la risposta esatta, fino ad esaurimento dei 6 tentativi a disposizione.
Ogni coppia deve risolvere in totale due griglie e ad ogni parola indovinata guadagna 600€ (400 € prima) che andranno ad aggiungersi al proprio montepremi.

#### Ho perso le parole
In questa prova, ultima della prima fase di gioco, chiamata come il titolo dell'omonimo brano di Luciano Ligabue, le coppie, con una definizione e una griglia composta da 8 a 12 caselle, devono indovinare la corrispondente parola che va da otto a dodici lettere, prenotandosi al pulsante. Se la coppia riesce a dare la risposta esatta senza alcuna lettera aggiungerà da 800 a 1.200 euro al proprio montepremi a seconda delle lettere della parola, altrimenti, ogni quattro secondi, verrà aggiunta una lettera e il montepremi scenderà di 100 euro ad ogni lettera che verrà scoperta.
Terminata questa prova, che si articola in cinque manches (in precedenza tre e poi quattro), la coppia col montepremi più basso verrà eliminata.

#### Lingo da 7
In questa prova, le due coppie di concorrenti rimaste in gara devono indovinare una parola di sette lettere, di cui conoscono l'iniziale. La coppia che ha la mano di gioco ha sette tentativi per indovinarla e 10 secondi per rispondere. Ad ogni risposta che si darà, dovrà compitare la parola in maniera esatta, pena la perdita del turno di gioco. Ad ogni risposta data, si accenderanno sul monitor una luce gialla, se la lettera è presente nella parola ma posizionata in maniera errata, e una luce verde se quest'ultima è posizionata correttamente.
Se la parola è troppo lunga o corta, o non è presente nel dizionario della lingua italiana, o la coppia risponde fuori tempo, perde il turno e la coppia avversaria può continuare a giocare. In caso di errore anche della coppia avversaria, il gioco torna nelle mani della coppia di turno, fino ad esaurimento dei 7 tentativi a disposizione.
Ogni coppia deve risolvere in totale due griglie e ad ogni parola indovinata guadagna 700 euro (500 euro in precedenza) che andranno ad aggiungersi al proprio montepremi.

#### Dammi tre parole
In questa prova, che è l'ultima della seconda fase di gioco ed è anche una citazione del brano Tre parole di Valeria Rossi, le due coppie devono scegliere tre parole risolvendo un anagramma in 10 secondi e partendo da una parola scomposta con la possibilità di scegliere la lunghezza della parola, da 5 a 15 lettere. A seconda della lunghezza della parola, aggiungeranno un certo punteggio a seconda della lunghezza della parola che hanno scelto con la seguente scala di valori:
- 5 lettere: cinque punti;
- 6 lettere: sei punti;
- 7 lettere: sette punti;
- 8 lettere: otto punti;
- 9 lettere: nove punti;
- 10 lettere: dieci punti;
- 11 lettere: undici punti;
- 12 lettere: dodici punti;
- 13 lettere: tredici punti;
- 14 lettere: quattordici punti;
- 15 lettere: quindici punti.

Ad ogni risposta esatta, la coppia aggiungerà i punti al proprio punteggio, altrimenti non aggiungerà nulla. Al termine della prova, la coppia col punteggio più alto diventerà campione di puntata e andrà al gioco finale, mentre l'altra coppia verrà eliminata e riceverà come premio di consolazione un vocabolario Treccani della lingua italiana.
In caso di parità, verrà sorteggiata una parola scomposta e la coppia che per prima si prenoterà al pulsante rispondendo correttamente andrà al gioco finale, altrimenti, in caso di errore, a proseguire nel gioco sarà la coppia avversaria.

#### Ling8
In questa manche finale, la coppia finalista dovrà risolvere dei Lingo da 5, da 6 e da 7 in 2 minuti e 30 secondi. Se la coppia risolve i tre Lingo nel tempo a disposizione, vincerà 500 euro come premio partita (la metà del montepremi in precedenza), oppure, per vincere tutta la somma accumulata durante la puntata, può decidere di giocare un Lingo da 8, dove se lo risolve vincerà tutto il montepremi, altrimenti non vincerà nulla e, indipendentemente dal risultato, tornerà di diritto nella puntata successiva.
A partire dalla quarta edizione, la coppia finalista dopo aver risolto il Lingo da 7 per vincere il montepremi deve risolvere obbligatoriamente il Ling8 finale, dove, se si indovina al primo tentativo, la coppia vince il doppio del montepremi accumulato, al secondo tentativo vince il montepremi di puntata, mentre al terzo e ai successivi tentativi la metà del montepremi.

## Puntate speciali
Nel corso della versione trasmessa su LA7, vi sono state alcune puntate speciali, che si son divise in due cicli: puntate VIP ed Il Torneo dei Campioni.

### VIP
Le puntate VIP vedono coppie di personaggi noti sfidarsi nel game show. Il montepremi in caso di vittoria viene devoluto ad un'associazione solidale. La coppia vincitrice di puntata torna anche in quella successiva, cosa che non succede più da dopo la terza puntata.

#### Squadre e ascolti (2021)
Una sola ed unica puntata è andata in onda 16 dicembre 2021. La puntata viene associata a Telethon.
| Squadre VIP                        | Squadre VIP                  | Squadre VIP                   | Messa in onda    | Telespettatori | Share | Vincita | Associazione | Link |
| ---------------------------------- | ---------------------------- | ----------------------------- | ---------------- | -------------- | ----- | ------- | ------------ | ---- |
| Marco Marzocca e Maurizio Battista | Veronica Maya e Carolina Rey | Paola Perego e Simona Ventura | 16 dicembre 2021 | 398 000        | 3.24% | 3.700€  | Telethon     |      |

#### Squadre e ascolti (2022)
La prima è andata in onda per la festa di ognissanti, il 1º novembre 2022 alle 18:50, mentre a partire dalla seconda le puntate vanno in onda ogni lunedì, sostituendo la puntata canonica con i campioni e sfidanti. A partire dal 28 novembre 2022, il game è andato in onda per due settimane, anche la domenica, mandando in onda la replica della puntata VIP andata in onda il lunedì della settimana stessa. L'ultima puntata speciale è andata in onda il 12 dicembre 2022, dal lunedì successivo il programma torna in onda con la versione classica.
| Squadre VIP                                | Squadre VIP                           | Squadre VIP                          | Messa in onda    | Telespettatori | Share | Vincita | Associazione        | Link |
| ------------------------------------------ | ------------------------------------- | ------------------------------------ | ---------------- | -------------- | ----- | ------- | ------------------- | ---- |
| Vladimir Luxuria e David Parenzo           | Licia Colò e Paolo Sottocorona        | Paola Saluzzi e Luca Telese          | 1º novembre 2022 | 234 000        | 1,37% | 3.400€  | Airc                |      |
| Alessandro Tiberi e Carlo De Ruggieri      | Enrica Bonaccorti e Paolo Sottocorona | Paola Saluzzi e Luca Telese          | 14 novembre 2022 | 181 000        | 1,10% | 3.900€  | Lega del Filo d'Oro |      |
| Elisa di Francisca e Massimiliano Rosolino | Alessio Orsingher e Luca Sappino      | Enrica Bonaccorti e Luca Telese      | 21 novembre 2022 | 218 000        | 1,30% | 3.500€  | ActionAid           |      |
| Roberta Capua e Paolo Corazzon             | Cristina Fantoni e Laura Gobbetti     | Vladimir Luxuria e Luca Telese       | 28 novembre 2022 | 302 000        | 1,70% | 3.100€  | Amref               |      |
| Vladimir Luxuria e David Parenzo           | Licia Colò e Mr. Nat                  | Francesco Magnani e Luca Telese      | 5 dicembre 2022  | 294 000        | 1,69% | 2.100€  | Dynamo Camp         |      |
| Alessio Orsingher e Luca Sappino           | Licia Colò ed Andrea Pancani          | Vladimir Luxuria e Michela Andreozzi | 12 dicembre 2022 | 252 000        | 1,51% | 2.100€  | Save the Children   |      |

### Il Torneo dei Campioni

#### Prima edizione (2021)
Il 24 dicembre 2021, in occasione dell'ultima puntata, si sono sfidate le tre coppie che più a lungo sono state campioni del programma, partecipando così al maggior numero di puntate. Vincono la puntata Gaia Satta e Simone Ferrari, campioni imbattuti della prima edizione, avendo vinto tutte le puntate a cui hanno partecipato a partire dal giorno 9 dicembre 2021.

#### Seconda edizione (2022)
Dal 26 al 30 dicembre 2022, sempre alle 18:50 su LA7, al posto delle puntate classiche è andato in onda Il Torneo dei Campioni, dove si sono sfidate le coppie più forti della prima stagione. In palio, la Coppa dei Campioni. Il gioco resta invariato rispetto alle puntate classiche. Il torneo è stato vinto dai gemelli di Roma Alessandro e Leonardo, seconde invece sono arrivate Maria Stella e Serena, terzi Luca e Michele. Il montepremi totalizzato dai supercampioni di Lingo ammonta ad oltre 23.500 euro in gettoni d'oro. 
| Coppie                | Coppie                | Coppie            | Messa in onda    | Telespettatori | Share | Vincita |
| --------------------- | --------------------- | ----------------- | ---------------- | -------------- | ----- | ------- |
| Giovanni ed Enrico    | Daniela e Diego       | Carlo e Raffaella | 26 dicembre 2022 | 228 000        | 1,4%  | –       |
| Carlo e Raffaella     | Morwen e Davide       | Paola e Paolo     | 27 dicembre 2022 | 248 000        | 1,5%  | –       |
| Paola e Paolo         | Alessandro e Leonardo | Valentina e Paolo | 28 dicembre 2022 | 323 000        | 2%    | 2.700€  |
| Alessandro e Leonardo | Nicoletta e Simona    | Luca e Valerio    | 29 dicembre 2022 | 242 000        | 1,5%  | 4.500€  |
| Alessandro e Leonardo | Maria Stella e Serena | Luca e Michele    | 30 dicembre 2022 | 288 000        | 1,8%  | 4.200€  |
| Media                 | Media                 | Media             | Media            | 265 000        | 1,64% |         |

#### Terza edizione (2023)
Da sabato 3 giugno 2023 a venerdì 16 giugno 2023, sempre alle 18:50 su LA7, al posto delle puntate classiche torna in onda Il Torneo dei Campioni, con una nuova edizione dove si sfideranno le coppie più forti delle due edizioni. In palio, la coppa dei Campioni.  
| Coppie             | Coppie               | Coppie                | Messa in onda  | Telespettatori | Share | Vincita |
| ------------------ | -------------------- | --------------------- | -------------- | -------------- | ----- | ------- |
| Sabino e Lory      | Luca e Michele       | Simona e Salvatore    | 3 giugno 2023  | 239.000        | 2%    | -       |
| Sabino e Lory      | Giovanni ed Enrico   | Barbara e Ivano       | 5 giugno 2023  | 270.000        | 1,9%  | 3.000€  |
| Sabino e Lory      | Valeria e Marco      | Carlo e Raffaella     | 6 giugno 2023  | 336.000        | 2,6%  | -       |
| Valeria e Marco    | Teresa e Maddalena   | Antonello e Gabriele  | 7 giugno 2023  | 227.000        | 1,8%  | -       |
| Valeria e Marco    | Daniela e Diego      | Valentina e Roberto   | 8 giugno 2023  | 219.000        | 1,8%  | -       |
| Valeria e Marco    | Concetta e Rosario   | Alessandro e Giorgio  | 9 giugno 2023  | 236.000        | 1,9%  | -       |
| Valeria e Marco    | Mariastella e Serena | Francesca e Francesco | 10 giugno 2023 | 251.000        | 2,2%  | -       |
| Valeria e Marco    | Linda e Mara         | Francesca e Simone    | 12 giugno 2023 | 369.000        | 2,9%  | -       |
| Francesca e Simone | Beatrice e Fausto    | Davide e Morwen       | 13 giugno 2023 | 352.000        | 2,7%  | 3.400€  |
| Beatrice e Fausto  | Giordano e Jodi      | Gabriele e Andrea     | 14 giugno 2023 | 336.000        | 2,6%  | -       |
| Giordano e Jodi    | Diego e Luigi        | Lisa e Filippo        | 15 giugno 2023 | 226.000        | 1,9%  | -       |
| Giordano e Jodi    | Davide e Stefania    | Alessandro e Leonardo | 16 giugno 2023 | 219.000        | 1,9%  | -       |
| Media              | Media                | Media                 | Media          | 273.000        | 2,2%  |         |